# Корощин
Корощин (пол. Koroszczyn) — село в Польщі, у гміні Тереспіль Більського повіту Люблінського воєводства. Населення — 594 особи (2011). До 1947 року українське село у Більському повіті.

## Історія
1572 року вперше згадується православна церква в селі.
За даними етнографічної експедиції 1869—1870 років під керівництвом Павла Чубинського, у селі переважно проживали греко-католики, які розмовляли українською мовою.
У 1883 році населення села складалося складалося з 850 жителів. У роках 1875—1905 місцеве українське населення було полонізовано шляхом введення римського обряду.
У 1921 році село входило до складу гміни Кобиляни Більського повіту Люблінського воєводства Польської Республіки. За переписом населення Польщі 10 вересня 1921 року в селі налічувалося 41 будинок та 214 мешканців, з них:
- 95 чоловіків та 119 жінок;
- 205 православних, 9 римо-католиків;
- 171 українець, 33 поляки, 10 осіб не вказало національність.

У 1943 році в селі мешкало 422 українці та 375 поляків.
26 червня, 30 червня та 1 липня 1947 року в рамках акції «Вісла» з Корощина польською армією було депортовано 212 українців до Ольштинського воєводства.
У 1975—1998 роках село належало до Білопідляського воєводства.

## Населення
Демографічна структура станом на 31 березня 2011 року:
|          | Загалом | Допрацездатний вік | Працездатний вік | Постпрацездатний вік |
| -------- | ------- | ------------------ | ---------------- | -------------------- |
| Чоловіки | 294     | 52                 | 212              | 30                   |
| Жінки    | 300     | 63                 | 176              | 61                   |
| Разом    | 594     | 115                | 388              | 91                   |

## Відомі люди

### Народилися
- Микола Галабуда (нар. 1935) — український геолог[7].
- Федір Паньківський (1878—1941) — український військовий діяч, полковник Армії УНР.

## Галерея

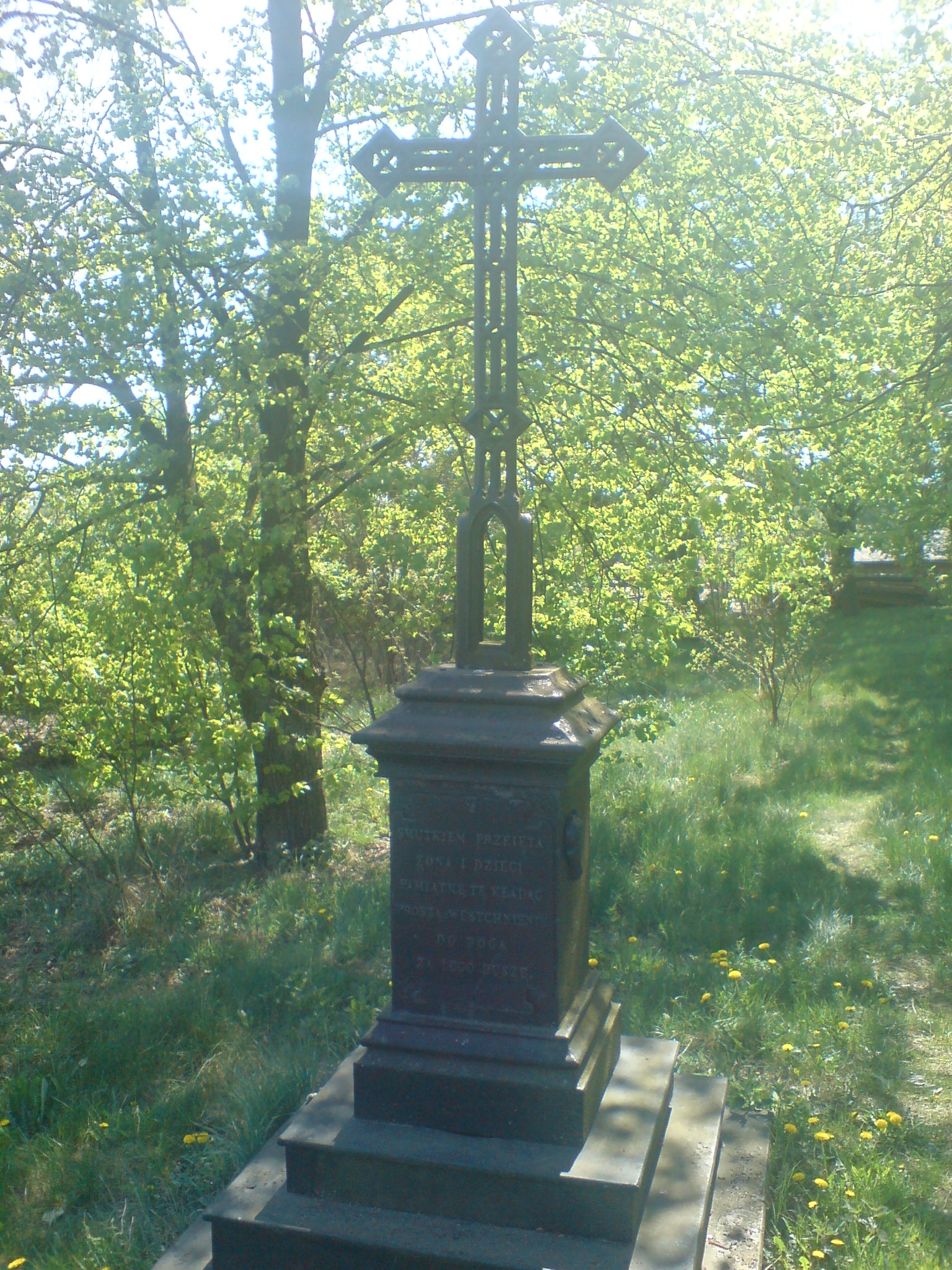
Чавунний пам'ятник 19 століття у селі Корощин
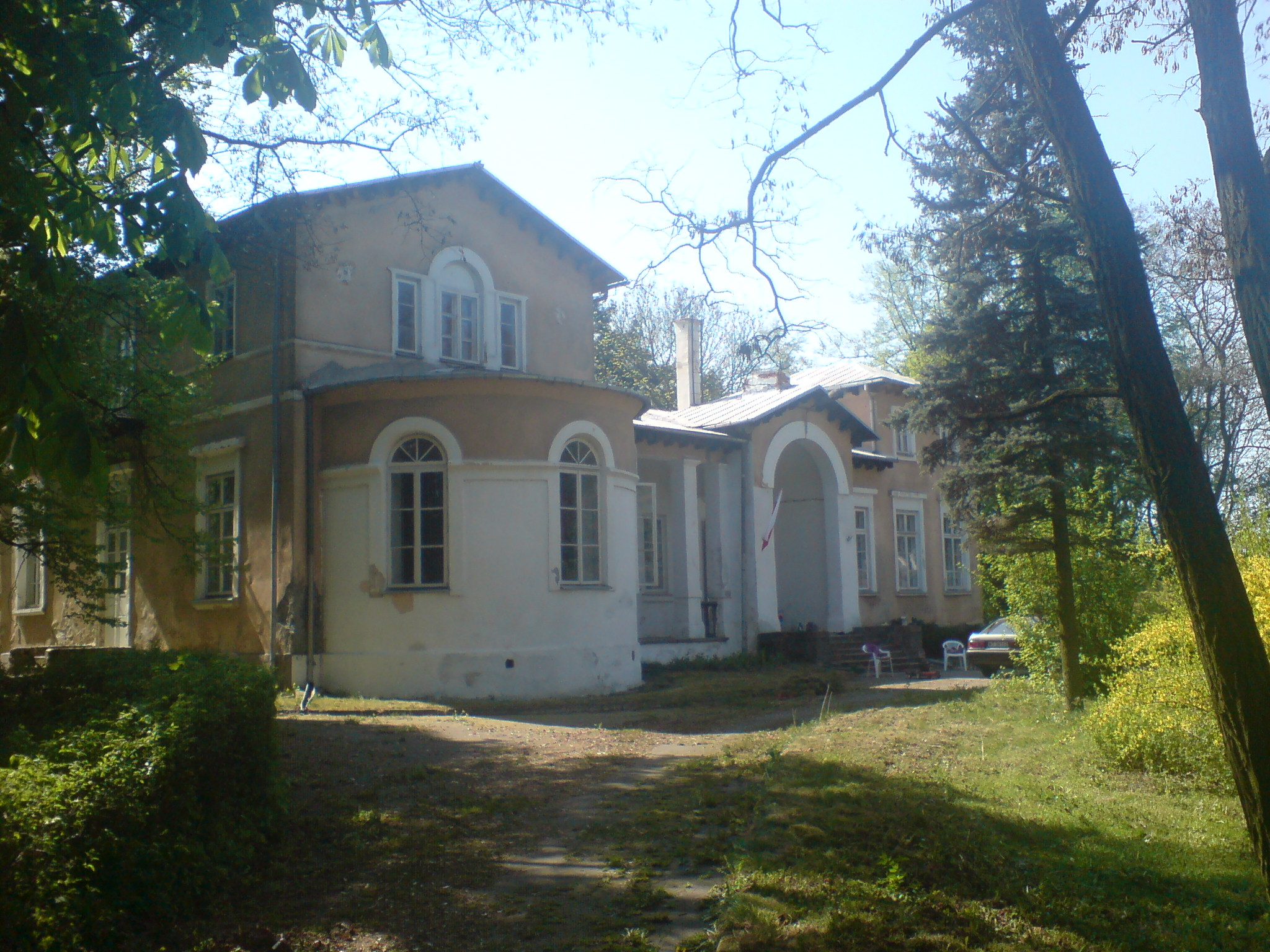
Старовинний маєток у селі Корощин
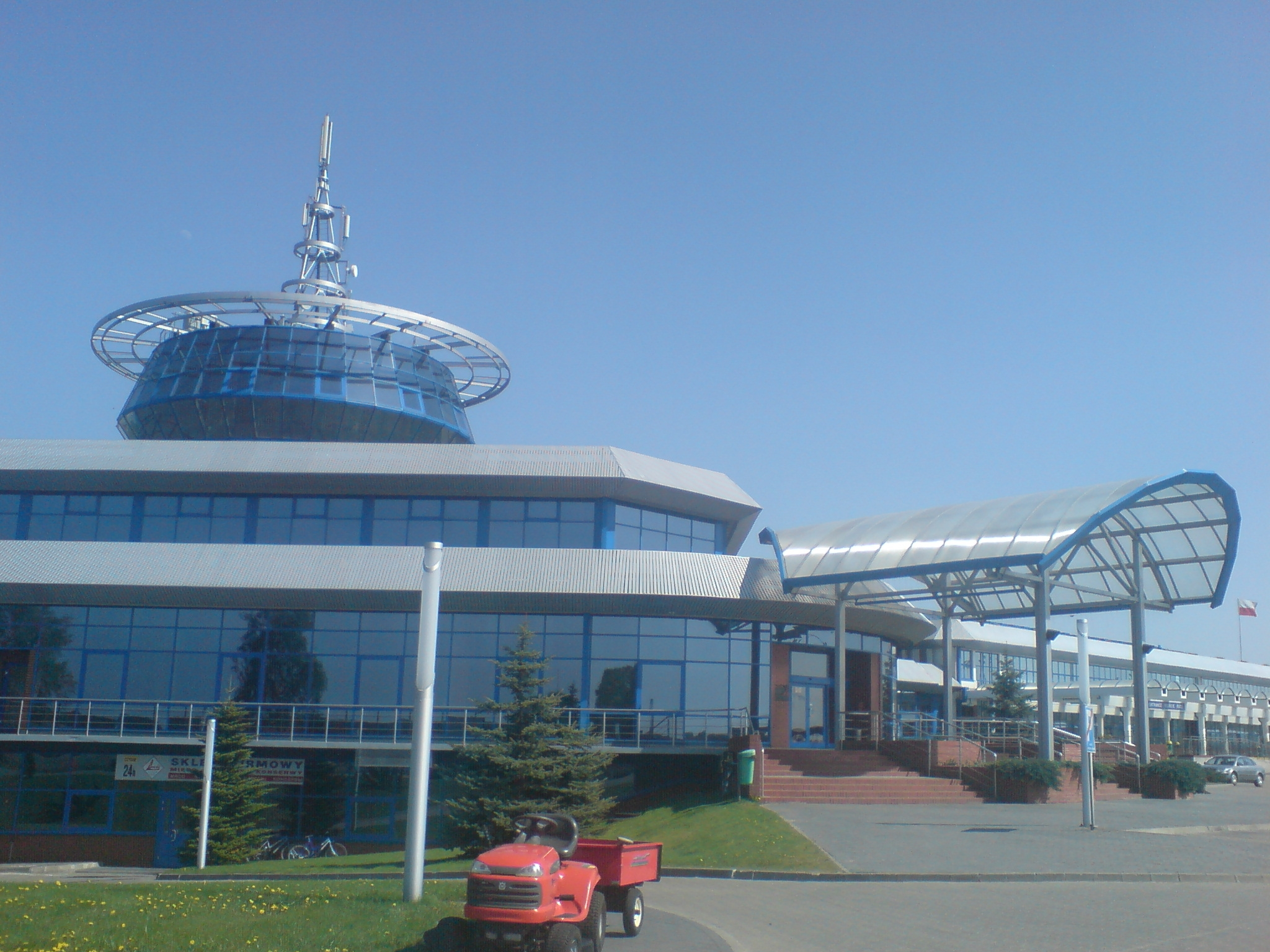
Будинок головного терміналу в Корощині